# Ranulf Higden
Ranulf Higden, död 1364, var en engelsk krönikeförfattare.
Higden avlade 1299 munklöfte och levde sedan som munk i S:t Werburgs benediktinkloster i Chester. Han skrev en universalhistoria, Polychronicon, i sju böcker, som går från världens skapelse till 1342. Endast dess sista partier, där han som samtida vittne skildrar engelska händelser, har något bestående värde. Det latinska originalet och en engelsk översättning trycktes av Caxton redan på 1480-talet; de är kritiskt utgivna av Babington och Lumby i "Rolls series" (1865–1886).